# Гідростатичні густиноміри
Густиноміри гідростатичні — густиноміри, в яких мірою густини є тиск стовпа рідини.

## Загальна характеристика
Гідростатичні густиноміри підрозділяються на дві групи: прилади, які безпосередньо вимірюють тиск стовпа рідини, і прилади, які вимірюють тиск стовпа рідини непрямим шляхом.
Перевага гідростатичних густиномірів полягає в тому, що в рідину не занурюються рухомі частини приладу. Такими густиномірами можна вимірювати густину в'язких рідин і рідин, насичених газом, при тому вони придатні як для відкритих, так і закритих резервуарів, їхні показники не залежать від швидкості потоку рідини і її поверхневого натягу.
Недоліки цих густиномірів: для одержання високої точності вимірювання (~ 0,1 %) необхідна велика висота стовпа рідини (~ 1 м), що приводить до громіздкості приладу і запізнення показників, також безперервне продування газу крізь рідину спотворює показники через насичення її газом.
Для того щоб виключити вплив коливань рівня рідини, застосовують диференціальний метод, яким вимірюють різницю тисків Δр двох стовпів рідини різної величини:
Δр = hƿg, 
де h — різницю висот стовпів рідини; ƿ — густина рідини; g — прискорення вільного падіння.

## Диференціальний гідростатичний густиномір

Диференціальний гідростатичний густиномір з безпосереднім вимірюванням тиску в рідині в вертикальному трубопроводі являє собою два датчики тиску, встановлених на визначеній відстані (по вертикалі) один від одного й підключених до диференціального манометра. Для компенсації баластного перепаду тиску, що відповідає мінімальній густині рідини в досліджуваному інтервалі, застосовують додаткову закриту посудину, повністю заповнену рідиною відомої густини, в яку занурені два мембранних блоки (один над одним). Верхній блок приєднаний до верхнього датчика тиску густиноміра, в нижній — до «мінусової» порожнини диференціального манометра. Тиск, що приймається верхнім блоком, передається через рідину, яка заповнює посудину, нижньому блоку.
До гідростатичних густиномірів належить дворідинний густиномір із сполученими посудинами (рис. 1).  
У сполучених посудинах, в які налиті дві рідини, що не змішуються, висоти стовпів рідин обернено пропорційні їхнім густинам. Зміна висоти циліндра і застосування набору лекал з різною величиною переміщення сердечника індукційної котушки вторинного приладу дозволяє використовувати один і той же комплект манометра із вторинним приладом для різних діапазонів вимірювання густини.

## Гідростатичні густиноміри з безперервною продувкою інертного газу (або повітря) через досліджувану рідину

Гідростатичні густиноміри з безперервною продувкою інертного газу (або повітря) через досліджувану рідину (рис. 2) являють занурену в рідину трубку, по якій безперервно пропускається інертний газ (повітря) таким чином, що він виходе з трубки окремими бульбашками. Тиск газу прямо пропорційний густині рідини, тому що тиск стовпа рідини, який повинні подолати бульбашки газу, пропорційний її густині.
Густиноміри цього типу, призначені для систем з постійним рівнем рідини, роблять за схемою однотрубного густиноміра. Вид газу вибирають в залежності від властивостей досліджуваної рідини. Витрати його повинні бути постійними, тому що коливання витрат приводе до додаткових погрішностей вимірювань. У початкової точці шкали манометра тиск повинен бути рівним тиску стовпа рідини при мінімальної її густині.
Якщо постійність рівня рідини не може бути забезпечена, застосовують густиноміри, в яких застосовується диференціальний метод вимірювання. В резервуар з досліджуваною рідиною вертикально занурені дві трубки, кінці яких повинні бути віддалені одна від одної по вертикалі на визначеної незмінної відстані h. Через обидві трубки безперервно пропускається газ (повітря) з постійною однаковою витратою, яка регулюється за допомогою вентилів. Різниця тисків в трубках, яка дорівнює тиску стовпа рідини висотою h, пропорційна густині рідини і вимірюється диференціальним манометром.
У всіх диференціальних гідростатичних густиномірів з безперервною продувкою газу показники залежать від рівня рідини і залишкового тиску над нею, а також від тиску газу, який підводиться до приладу. Для усунення впливу вказаних факторів в досліджувану рідину вводять третю трубку, занурену глибше основних. Ця трубка є автоматичним регулятором тиску газу, що підводиться у прилад.